# Eleonore von Portugal

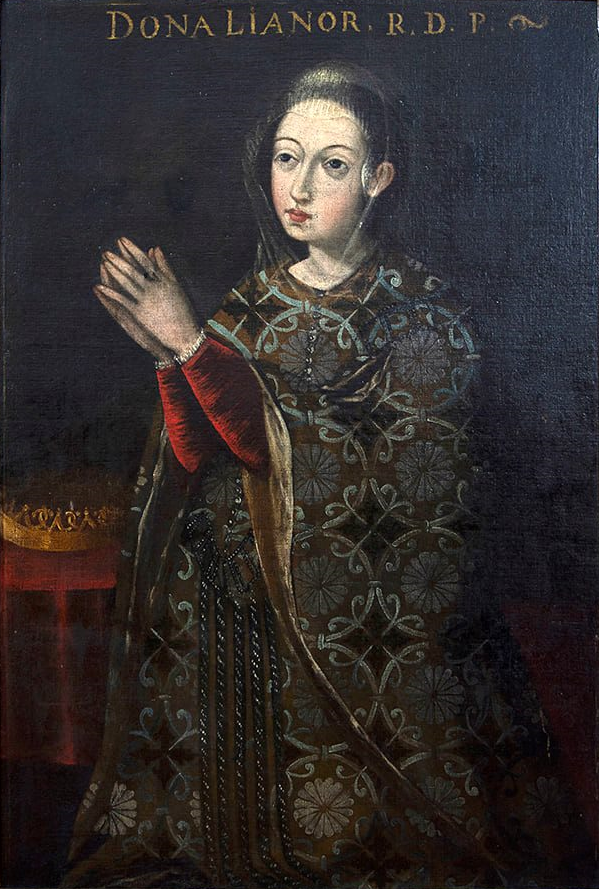
„Dona Lianor, R.D.P.“ (16. Jh.)

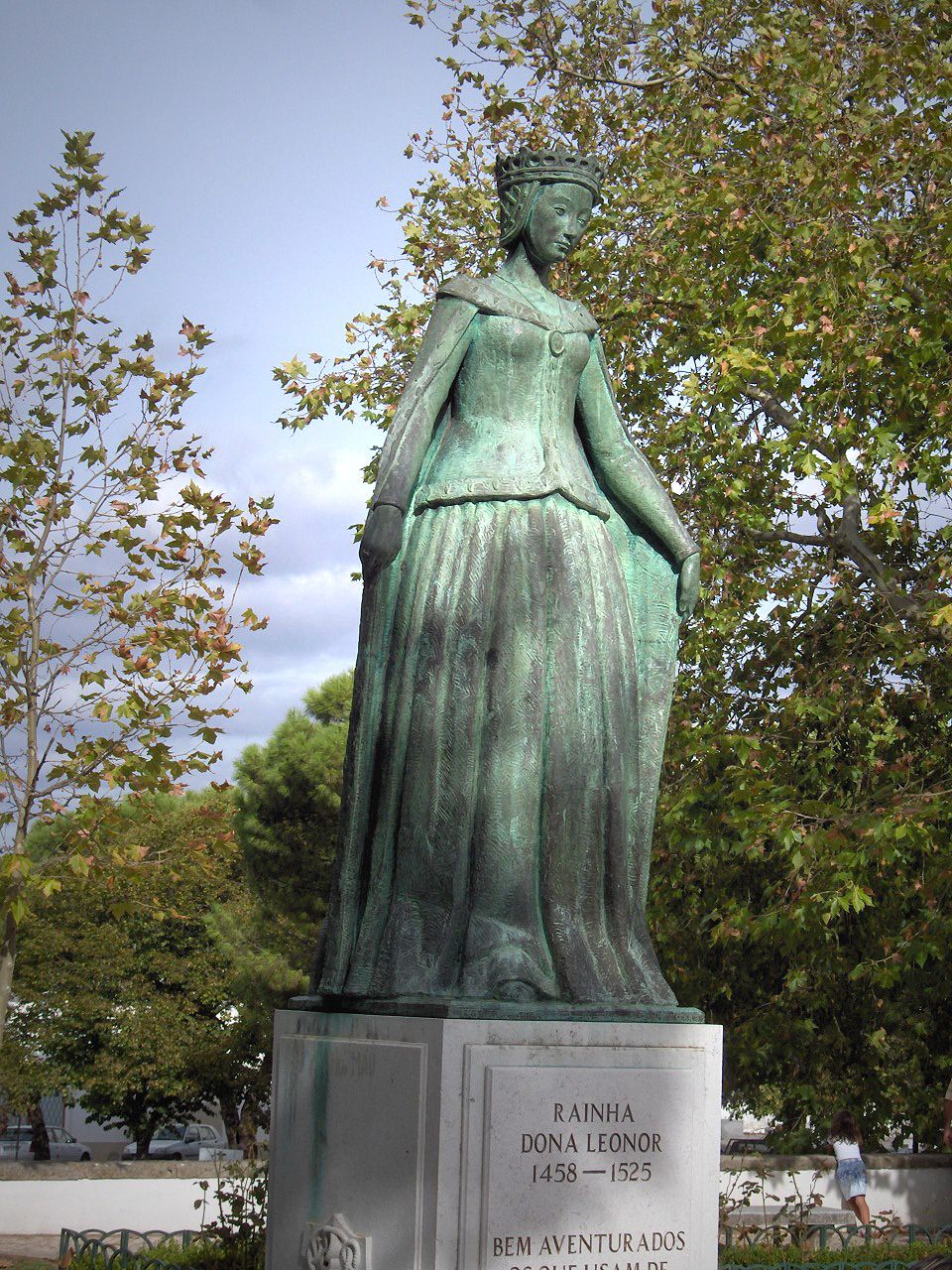
Standbild in Beja

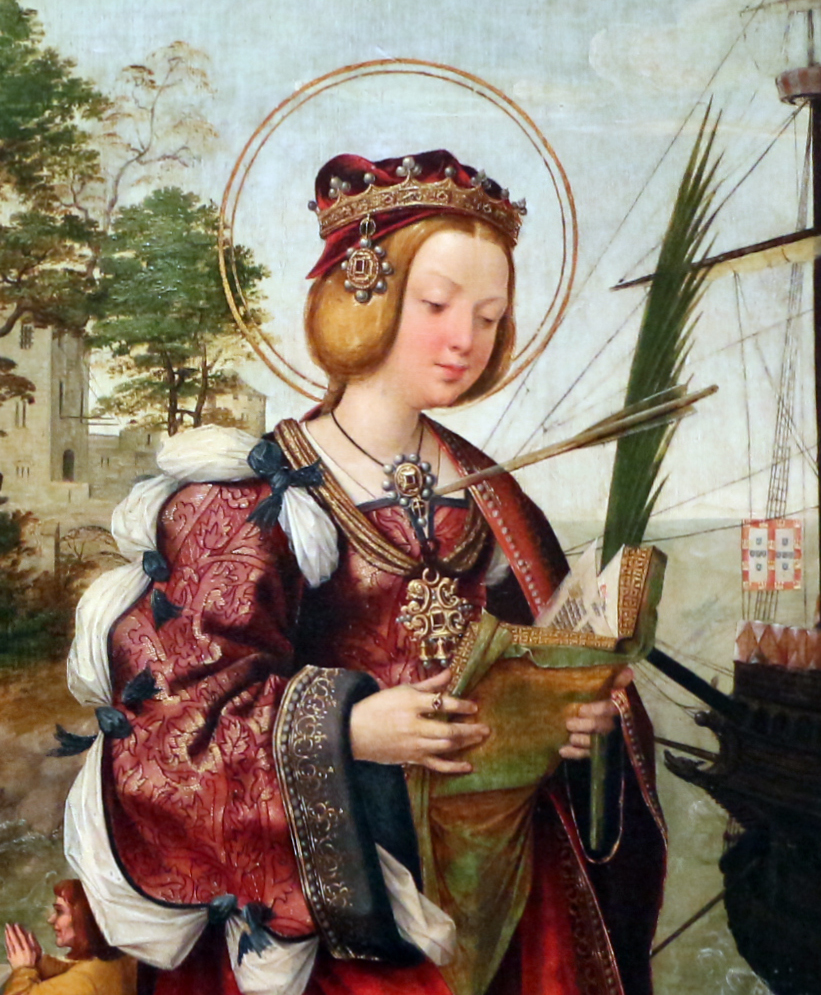
Eleonore von Portugal (vor 1525)

Eleonore von Portugal, auch Eleonore von Viseu genannt, (* 2. Mai 1458; † 17. November 1525) stammte aus dem Haus Avis und war von 1481 bis 1495 Königin von Portugal als Gemahlin von Johann II. von Portugal.

## Leben und Wirken

### Herkunft
Eleonore war eine der Töchter von Prinz Ferdinand von Portugal, Herzog von Viseu, eines Sohns König Eduards I. von Portugal. Auch ihre Mutter Beatriz war eine Prinzessin von Portugal, sie war die Enkeltochter von Philippa of Lancaster und Johann I. von Portugal.
Am 22. Januar 1470, als Elfjährige, heiratete sie den vierzehnjährigen König Johann II. von Portugal. Ihr Ehemann war der Sohn ihres Onkels Alfons V. und seiner Frau Isabel von Portugal und daher väterlicherseits ihr Cousin und mütterlicherseits ihr Großcousin. Durch die Hochzeit erhielt sie den Titel einer Königin von Portugal, den sie bis zum Tod ihres Mannes im Jahr 1495 trug. Etwa zur gleichen Zeit heiratete ihre Schwester, Isabel von Viseu, Fernando II von Braganza.

### Königsgemahlin und Regentschaft
Im Mai 1475, während ihr Ehemann und ihr Schwiegervater im Kastilischen Erbfolgekrieg Kastilien eroberten, brachte Eleonore ihren einzigen Sohn zur Welt, der das Säuglingsalter überlebte: Alfons. Johann II. kehrte einige Zeit später nach Hause zurück, brach jedoch im Januar 1476 erneut auf und ernannte Eleonore zur Regentin in seiner Abwesenheit.

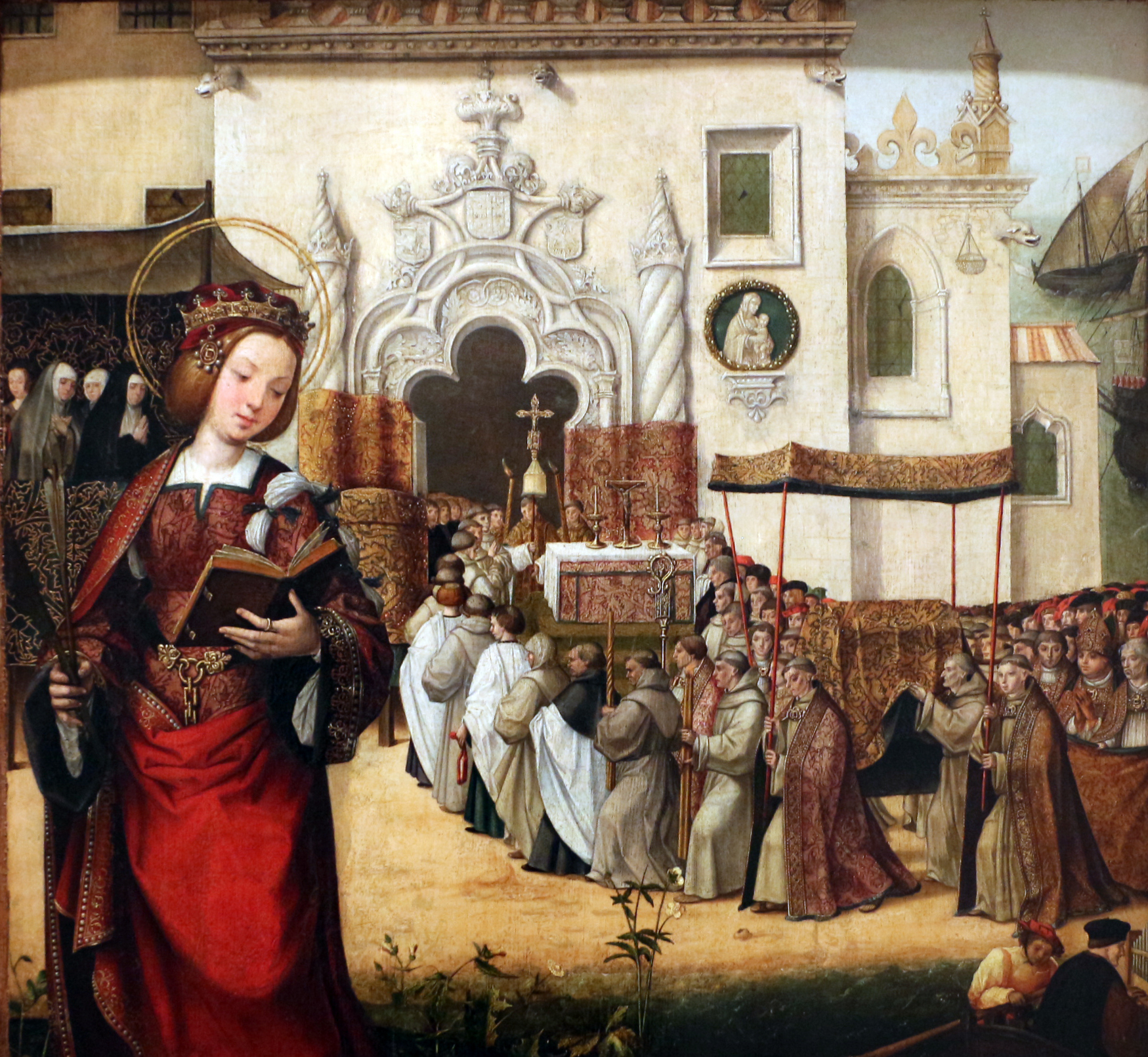
Die Ankunft von D. Leonor mit den Reliquien der Heiligen Auta in Madre de Deus von Cristóvão de Figueiredo (vor 1525).

Eleonore von Portugal

Mit Johann II. hatte Eleonore zwei Söhne, von denen einer schon kurz nach der Geburt starb. Auch der Thronfolger Alfons starb 1491 bei einem Reitunfall – und damit vor dem König. Es war vor allem Eleonores Einfluss zu verdanken, dass Johann II. seinen Plan, seinen nichtehelichen Sohn Georg von Lancaster, Herzog von Coimbra, zu seinem Nachfolger zu machen, nicht durchsetzte, und stattdessen mit Eleonores Bruder, Emanuel I., dem Glücklichen, im Jahr 1495 der nächste legitime männliche Verwandte Johann II. auf den Thron folgte. Eleonore zog sich auf den Hof von Xabregas zurück.

### Wohltätigkeit
Nach dem Tod ihres Mannes verwendete Eleonore einen Großteil ihres Vermögens auf wohltätige Zwecke. Im Jahr 1498 initiierte sie die Gründung der Santa Casa de Misericórdia als Bruderschaft mit humanitären Zielen, insbesondere der Fürsorge für Arme und Kranke. Die ursprünglichen Stiftungen bestehen bis heute. Weitere entstanden in anderen Städten Portugals und in den portugiesischen Kolonien. Im Jahr 1509 gründete sie auch das Kloster Madre de Deus, wo sie später viel Zeit verbrachte.
Eleonore wird auch die Einführung der Druckpresse in Portugal zugeschrieben, als sie eine Übersetzung der Vita Christi ins Portugiesische in Auftrag gab. Band eins der vier Bände aus dem Jahr 1502 war das erste Buch, das in Alcalá de Henares gedruckt wurde.

## Gründung der Stadt Caldas da Rainha
Der Königin wird die Gründung der portugiesischen Stadt Caldas da Rainha zugeschrieben. Im Jahr 1484 soll sie auf einer Reise von Óbidos nach Batalha auf einige Landbewohner gestoßen sein, die in einer übelriechenden Wasserstelle nahe der Straße badeten. Die Menschen erklärten ihr, das warme Wasser hätte heilende Kräfte. Auch Eleonore glaubte sich nach einem Bad von einigen Malaisen geheilt und veranlasste die Errichtung einer Badeanstalt für Heilzwecke an dieser Stelle. Im folgenden Jahr begann der Bau, der erst 1496 oder 1497 beendet wurde. Ab 1488 wurde jedoch schon der Betrieb aufgenommen. Rund um die „Thermalquelle der Königin“, so der übersetzte Name des Ortes, bildete sich schon bald eine Ansiedlung als Keimzelle der Stadt Caldas da Rainha.